# 山田真
山田真（日语：／ Yamada Makoto，1941年6月22日—）是日本一名儿科医师，出生于岐阜县美浓市。

## 出版著作
- （福音馆书店 / 2002年 / ISBN 9784834018899）

- （福音馆书店 / 1992年 / ISBN 9784834011012）

- （ / 2006年 / ISBN 9784880491288）